# Amanda Courtaux
Amanda Courtaux, née Marie Mathilde Courtaux le 27 octobre 1859 à Port-Louis et morte le 21 avril 1941 à Sinsinawa dans le Wisconsin, est une professeure de musique et compositrice.

## Biographie
Fille d’un fonctionnaire français, Amanda Courtaux étudie au Conservatoire de Paris, en France, avec Félix Le Couppey, après avoir fréquenté le lycée de 1875 à 1879. Elle enseigne ensuite le piano et compose des œuvres qui retiennent l'attention de l'éditeur E. Costil. En 1905-06, celui-ci publie des œuvres composées par Amanda Courtaux : une Marche militaire pour piano à quatre mains, un Ave Maria et une Prière de sainte Cécile pour violon, violoncelle, harpe et orgue,. En 1907, elle est nommée officier d'académie dans l'ordre des Palmes académiques.
Pendant la Première Guerre mondiale, Amanda Courtaux vit et enseigne à la Villa des Fougères à Fribourg, en Suisse, résidence des sœurs dominicaines.
En 1921, elle se rend aux États-Unis et est admise, en 1922, en tant que sœur Mary Amanda dans l'Ordre dominicain. Pendant dix-huit ans, Amanda Courtaux enseigne alors dans différents collèges américains : St. Clara, à Sinsinawa (Wisconsin), l’Académie Edgewood, à Madison, le College Rosary, à River Forest. Elle laisse de nombreux manuscrits, dont plusieurs font l'objet d'une édition moderne par l'Alliance music publications.